# Оксид меди(III)
Оксид меди(III) — неорганическое соединение, 
высший оксид металла меди с формулой Cu2O3,
красные кристаллы,
не растворяется в воде. Очень сильный окислитель.

## Получение
- Окисление гидроксида меди(II) пероксодисульфатом калия или пероксомонофосфатом калия  в щелочной среде при низкой температуре:

{\displaystyle {\mathsf {2Cu(OH)_{2}+K_{2}S_{2}O_{8}+2KOH\ {\xrightarrow {-23^{o}C}}\ Cu_{2}O_{3}+2K_{2}SO_{4}+3H_{2}O}}}
{\displaystyle {\mathsf {2Cu(OH)_{2}+KH_{2}PO_{4}+2KOH\ \xrightarrow {-23^{o}C} \ Cu_{2}O_{3}+K_{3}PO_{4}+4H_{2}O}}}

## Физические свойства
Оксид меди(III) образует красные кристаллы, устойчивые в сухом виде до 75°С.
Не растворяется в воде.

## Химические свойства
- Разлагается при нагревании:

{\displaystyle {\mathsf {2Cu_{2}O_{3}\ {\xrightarrow {75^{o}C}}\ 4CuO+O_{2}\uparrow }}}
- Растворяется при нагревании в щелочном растворе периодата калия с образованием тёмно-красного раствора комплекса:

{\displaystyle {\mathsf {Cu_{2}O_{3}+4KIO_{4}+6KOH\ \xrightarrow {} \ 2K_{5}[Cu(HIO_{6})_{2}]+H_{2}O}}}